# Прометей (жіночий волейбольний клуб)
«Прометей» — український жіночий волейбольний клуб. Заснований у 2019 році в Кам'янському Дніпропетровської області, у сезоні 2021/2022 переїхав до Слобожанського. Після чого через повномасштабне російське вторгнення в Україну команда переїхала в місто Чернівці, де базувалася протягом двох сезонів. У серпні 2024 року через певні не спортивні причини клуб припинив існування. За цей час команда здобула 10 національних трофеїв, із них 4 поспіль чемпіонських титулів.

## Історія
Створений у 2019 році «Прометей» очолили президент Володимир Дубинський, менеджер Марія Александрова і головний тренер Андрій Романович. У дебютному сезоні клуб отримав місце в найсильнішому дивізіоні (Суперлізі). Перший матч зіграли в Запоріжжі проти «Орбіти» (3:0). До першого складу входили: Катерина Дудник, Діана Мелюшкина, Дар'я Дрозд, Анастасія Горбаченко, Вікторія Дельрос, Ангеліна Мірчева, Анна Єфременко, Катерина Ткаченко, Діана Франкевич, Лайза Келлі Феррейра, Ракель Лофф да Сілва, Десіслава Ніколова, Олена Напалкова і Дар'я Дуденок. У чемпіонаті здобули 29 перемог при 1 поразці від житомирського «Полісся». Команда впевненно очолювала турнірну таблицю, але через карантинні обмеження змагання було призупинено без визначення переможця. Другої поразки у сезоні зазнали в кубковому півфіналі від южненського «Хіміка».
Перед наступним сезоном до команди прийшли Алла Політанська, Катерина Сільченкова, Лора Кітіпова (Болгарія), Анна Харчинська, Анастасія Крайдуба, Діана Франкевич, Даямі Санчес (Куба), Тетяна Ротар і Шара Венегас (Пуерто-Рико). У жовтні команда здобула перший титул, Суперкубок України. Матч з «Хіміком» тривав п'ять сетів, найрезультативніший гравець — Діана Мелюшкина (22 очки).
У сезоні 2022/2023 команда виступала в чемпіонаті Чехії і Центральноєвропейській лізі, а також в Лізі чемпіонів. У чемпіонаті України грала команда, яка була створена на базі «Академії Прометею».

## Досягнення
- Чемпіон України (4): 2021, 2022, 2023, 2024
- Володар кубка України (3): 2021, 2022, 2024
- Володар суперкубка України (3): 2020, 2021, 2023

## Склад
Склад «Прометея» в сезоні 2023/2024:
| Номер | Волейболістка       | Позиція               | Зріст | Рік народження | Висота атаки | Висота блоку |
| ----- | ------------------- | --------------------- | ----- | -------------- | ------------ | ------------ |
| 1     | Діана Підтикана     | Догравальний          | 180   | 2006           |              |              |
| 2     | Діана Мелюшкина     | Центральний блокуючий | 190   | 1996           | 310          | 295          |
| 3     | Катерина Васильєва  | Ліберо                | 173   | 2003           |              |              |
| 5     | Меліса Еге Бюкмен   | Догравальний          | 181   | 2004           |              |              |
| 6     | Кристина Нємцева    | Ліберо                | 164   | 1998           |              |              |
| 7     | Світлана Дорсман () | Центральний блокуючий | 184   | 1993           |              |              |
| 8     | Маргарита Гейко     | Догравальний          | 194   | 2006           |              |              |
| 9     | Вікторія Олійник    | Пасуючий              | 180   | 2000           |              |              |
| 10    | Олена Харченко      | Центральний блокуючий | 188   | 1995           |              |              |
| 11    | Бояна Міленкович    | Центральний блокуючий | 185   | 1997           |              |              |
| 14    | Дар'я Шаргородська  | Пасуючий              | 182   | 2002           |              |              |
| 15    | Дар'я Макарова      | Догравальний          | 183   | 2006           |              |              |
| 16    | Анастасія Маєвська  | Центральний блокуючий | 188   | 2001           |              |              |
| 17    | Євгенія Хобер       | Діагональний          | 188   | 2001           |              |              |
| 19    | Вікторія Даньчак    | Діагональний          | 192   | 2000           |              |              |

## Єврокубки
| Сезон   | Турнір         | Етап       | Суперник                  | 1 гра | 2 гра | Примітки                |
| ------- | -------------- | ---------- | ------------------------- | ----- | ----- | ----------------------- |
| 2019—20 | Кубок виклику  | 1/16       | «Дрезднер»                | 0:3   | 0:3   | [ 3 ]                   |
| 2020—21 | Ліга чемпіонів | 2 раунд    | «Хімік» (Южне)            | 1:3   | 0:3   | [ 4 ] [ 5 ] [ 6 ] [ 7 ] |
| 2020—21 | Кубок ЄКВ      | 1/16       | «Тирговіште»              | 1:3   | 0:3   | [ 8 ] [ 9 ]             |
| 2021—22 | Ліга чемпіонів | 2 раунд    | «Кальцит»                 | 3:1   | 3:1   | [ 10 ] [ 11 ] [ 12 ]    |
| 2021—22 | Ліга чемпіонів | 3 раунд    | «Вітеос»                  | 3:0   | 3:1   | [ 13 ] [ 14 ]           |
| 2021—22 | Ліга чемпіонів | група А    | «Локомотив» (Калінінград) | 0:3   |       | [ 15 ] [ 16 ]           |
| 2021—22 | Ліга чемпіонів | група А    | «Девелопрес»              | 1:3   | 0:3   | [ 17 ] [ 18 ]           |
| 2021—22 | Ліга чемпіонів | група А    | «Дрезднер»                | 2:3   | 1:3   | [ 19 ] [ 20 ]           |
| 2022—23 | Ліга чемпіонів | група      | «Веро Воллей Мілан»       | 0:3   | 1:3   | [ 21 ] [ 22 ]           |
| 2022—23 | Ліга чемпіонів | група      | «Волеро» (Ле-Канне)       | 3:2   | 0:3   | [ 23 ] [ 24 ]           |
| 2022—23 | Ліга чемпіонів | група      | «Алба-Блаж»               | 0:3   | 1:3   | [ 25 ] [ 26 ]           |
| 2023—24 | Ліга чемпіонів | група      | «Волеро» (Ле-Канне)       | 0:3   | 3:1   |                         |
| 2023—24 | Ліга чемпіонів | група      | ЛКС (Лодзь)               | 0:3   | 2:3   |                         |
| 2023—24 | Ліга чемпіонів | група      | «Алба-Блаж»               | 0:3   | 1:3   |                         |
| 2023—24 | Ліга чемпіонів | 1/8 фіналу | «Еджзаджибаши» (Стамбул)  | 0:3   | 1:3   |                         |